# Chinese Super League 2013
Chinese Super League 2013 var den 10:e säsongen sedan grundandet av Chinese Super League och den 20:e säsongen av professionell fotboll i Kina. Säsongens första omgång spelades den 8 mars och den sista omgången spelades den 3 november. Totalt så deltog 16 lag i serien. Regerande mästare är för andra året i rad var Guangzhou Evergrande, och de återerövrade titeln. 
Nykomlingar för året var Shanghai SIPG och Wuhan Zall, båda lagen debuterade i Chinese Super League.

## Lagen
Totalt så deltog 16 lag i ligan 2013, 14 av dessa lag deltog även i ligan säsongen 2012, resterande lag vart uppflyttade efter spel i Chinese League One 2012. Bägge lagen som blev uppflyttade till ligan inför föregående säsong, 2012, lyckades hålla sig kvar i ligan.

### Arenor
| Klubb                | Huvudtränare          | Ort       | Arena                            | Kapacitet | Säsongen 2012 |
| -------------------- | --------------------- | --------- | -------------------------------- | --------- | ------------- |
| Beijing Guoan        | Aleksandar Stanojević | Peking    | Workers Stadium                  | 66 161    | 3:a           |
| Changchun Yatai      | Li Shubin             | Changchun | Development Area Stadium         | 25 000    | 6:a           |
| Dalian Aerbin        | Li Ming               | Dalian    | Jinzhou Stadium                  | 30 775    | 5:a           |
| Guangzhou Evergrande | Marcello Lippi        | Guangzhou | Tianhe Stadium                   | 60 151    | 1:a           |
| Guangzhou R&F        | Sérgio Farias         | Guangzhou | Yuexiushan Stadium               | 18 000    | 7:a           |
| Guizhou Renhe        | Gong Lei              | Guiyang   | Guiyang Olympic Sports Center    | 51 636    | 4:a           |
| Hangzhou Greentown   | Takeshi Okada         | Hangzhou  | Yellow Dragon Sports Center      | 52 672    | 11:a          |
| Jiangsu Sainty       | Dragan Okuka          | Nanjing   | Nanjing Olympic Sports Center    | 61 443    | 2:a           |
| Liaoning Whowin      | Ma Lin                | Shenyang  | Tiexi New District Sports Center | 30 000    | 10:a          |
| Qingdao Jonoon       | Chang Woe-Ryong       | Qingdao   | Qingdao Tiantai Stadium          | 20 525    | 13:e          |
| Shandong Luneng      | Radomir Antić         | Jinan     | Luneng Stadium                   | 56 808    | 12:a          |
| Shanghai Shenhua     | Sergio Batista        | Shanghai  | Hongkou Football Stadium         | 33 060    | 9:a           |
| Shanghai Shenxin     | Zhu Jiong             | Shanghai  | Yuanshen Sports Centre Stadium   | 16 000    | 15:e          |
| Shanghai SIPG        | Gao Hongbo            | Shanghai  | Shanghai Stadium                 | 56 000    | CL1, 1:a      |
| Tianjin Teda         | Alexandre Guimarães   | Tianjin   | TEDA Football Stadium            | 37 450    | 8:a           |
| Wuhan Zall           | Zheng Xiong           | Wuhan     | Wuhan Sports Center              | 52 357    | CL1, 2:a      |

## Tabell
| Nr | Lag                  | S  | V  | O  | F  | GM | IM | MS  | P  |
| -- | -------------------- | -- | -- | -- | -- | -- | -- | --- | -- |
| 1  | Guangzhou Evergrande | 30 | 24 | 5  | 1  | 78 | 18 | +60 | 77 |
| 2  | Shandong Luneng      | 30 | 18 | 5  | 7  | 55 | 35 | +20 | 59 |
| 3  | Beijing Guoan        | 30 | 14 | 9  | 7  | 54 | 31 | +23 | 51 |
| 4  | Guizhou Renhe        | 30 | 11 | 11 | 8  | 40 | 41 | −1  | 44 |
| 5  | Dalian Aerbin        | 30 | 11 | 8  | 11 | 40 | 43 | −3  | 41 |
| 6  | Guangzhou R&F        | 30 | 11 | 7  | 12 | 45 | 47 | −2  | 40 |
| 7  | Shanghai Shenxin     | 30 | 11 | 7  | 12 | 31 | 42 | −11 | 40 |
| 8  | Shanghai Shenhua FC* | 30 | 11 | 11 | 8  | 36 | 36 | 0   | 38 |
| 9  | Shanghai SIPG        | 30 | 10 | 7  | 13 | 38 | 35 | +3  | 37 |
| 10 | Liaoning Whowin      | 30 | 8  | 11 | 11 | 35 | 44 | −9  | 35 |
| 11 | Tianjin Teda*        | 30 | 11 | 7  | 12 | 35 | 39 | −4  | 34 |
| 12 | Hangzhou Greentown   | 30 | 8  | 10 | 12 | 34 | 42 | −8  | 34 |
| 13 | Jiangsu Sainty       | 30 | 7  | 11 | 12 | 32 | 39 | −7  | 32 |
| 14 | Changchun Yatai      | 30 | 8  | 8  | 14 | 29 | 41 | −12 | 32 |
| 15 | Qingdao Jonoon       | 30 | 7  | 10 | 13 | 26 | 41 | −15 | 31 |
| 16 | Wuhan Zall           | 30 | 3  | 7  | 20 | 24 | 58 | −34 | 16 |

- Notera att Shanghai Shenhua och Tianjin Teda startade säsongen med minus 6 poäng på grund av en tidigare skandal med uppgjorda matcher.[5]